# Teredoika aspectabilis
Teredoika aspectabilis is een eenoogkreeftjessoort. De wetenschappelijke naam van de soort is voor het eerst geldig gepubliceerd in 1977 door Avdeev & Kurochkin.